# Paracapnia boris
Paracapnia boris is een steenvlieg uit de familie Capniidae. De wetenschappelijke naam van de soort is voor het eerst geldig gepubliceerd in 2004 door Stark & Baumann.